# South Creek (Pennsylvania)
South Creek  è una township degli Stati Uniti d'America, nella contea di Bradford nello Stato della Pennsylvania. Secondo il censimento del 2000 la popolazione è di 1.261 abitanti.

## Società

### Evoluzione demografica
La composizione etnica vede una maggioranza di quella bianca (98,89%), seguita dai nativi americani (0,56%) dati del 2000.
| township di South Creek Popolazione |       |
| 2000                                | 1.261 |
| Stima al 2009                       | 1.238 |